# Franciszek Kossowski (zm. 1700)
Franciszek Kossowski herbu Łodzia (zm. 1700) – wojski lubelski w latach 1661–1700.
Kapitan regimentu marszałka nadwornego. Po raz pierwszy jako wojski lubelski występuje 31 sierpnia 1661, kiedy zgłosil protest przeciwko nominacji na ten urząd Wacława Stoińskiego. Stoiński po raz ostatni jako wojski lubelski pojawia się 21 lutego 1676, z kolei Kossowski 27 lipca 1676.
Poseł sejmiku lubelskiego na sejm 1677 roku. Marszałek sejmiku województwa lubelskiego w 1696 roku. 